# کلرید ساماریم (II)
کلرید ساماریم(II) (به انگلیسی: Samarium(II) chloride) با فرمول شیمیایی SmCl۲ یک ترکیب شیمیایی با شناسه پاب‌کم ۶۳۹۳۹۵۳ است. که جرم مولی آن ۲۲۱٫۲۷ g/mol می‌باشد. شکل ظاهری این ترکیب، پودر خاکستری بی‌بو است.